# Минералније Води
Минералније Води (рус. Минеральные Воды) град је у југозападној Русији у Ставропољском крају. Лежи на обали реке Куме, на траси железничке пруге између Ростова на Дону и Бакуа у Азербејџану. Према попису становништва из 2010. у граду је живело 76.715 становника.
Минералније Води је бања са изворима минералне воде на северном крају Кавказа.
Град има аеродром, који опслужује друге кавкаске бање.

## Становништво
Према прелиминарним подацима са пописа, у граду је 2010. живело 76.715 становника, 1.071 (1,42%) више него 2002.
| 1939.  | 1959.  | 1970.  | 1979.  | 1989.  | 2002.  | 2010.  |
| ------ | ------ | ------ | ------ | ------ | ------ | ------ |
| 30.833 | 40.131 | 55.149 | 67.381 | 81.123 | 75.644 | 76.481 |